# Morral del Turmell
El Morral del Turmell és una muntanya de 1.305 metres que es troba al municipi de la Sénia, a la comarca catalana del Montsià.